# Patent- och registreringsverket
”PRV är myndigheten för immaterialrätt. Verket har ett samlat ansvar för immaterialrätt och för att innovationer ges skydd som patent, design och varumärke. PRV är också tillsynsmyndighet för kollektiv förvaltning av upphovsrätt. PRV arbetar för att höja kunskapen om immaterialrätt i Sverige så att nya idéer i teknikens och utvecklingens framkant ska kunna stärka Sveriges tillväxt och konkurrenskraft.” (www.regeringen.se)
Patent- och registreringsverket (PRV) är den myndighet i Sverige man vänder sig till om man vill skydda immateriella tillgångar som till exempel uppfinningar med ett patent, ett registrerat varumärke eller designskydd.
PRV:s verksamhet är anslagsfinansierad sedan den 1 januari 2017. Tidigare var verksamheten avgiftsfinansierad. På myndigheten arbetar ingenjörer, jurister och olika specialister. Myndigheten har ca 300 anställda i Stockholm och Söderhamn. PRV verkar på en nationell och internationell arena, då immaterialrätten är en global företeelse som förutsätter samarbete över hela världen.
PRV har varit PCT-myndighet sedan 1978
Patent Cooperation Treaty, PCT, är en internationell överenskommelse som ger möjlighet att med en enda ansökan, på ett språk, få nyhetsgranskning och preliminär patenterbarhetsbedömning utförd av en myndighet för cirka 160 länder.
PRV är en av 25 behöriga PCT-myndigheter i världen som utför nyhetsgranskningen och den preliminära patenterbarhetsbedömningen och har varit det sedan PCT infördes i slutet av 1970-talet. Att Sverige har en PCT-myndighet är en stor fördel för svenska företag och Sveriges innovationskraft. Det innebär att PRV garanterar hög kvalitet i granskningarna och bedömningarna av patentansökningar och att myndigheten uppfyller höga internationella kvalitetskrav inom alla olika teknikområden. Statusen ger även Sverige internationellt inflytande och möjlighet att påverka utvecklingen av PCT-systemet.

## Historik

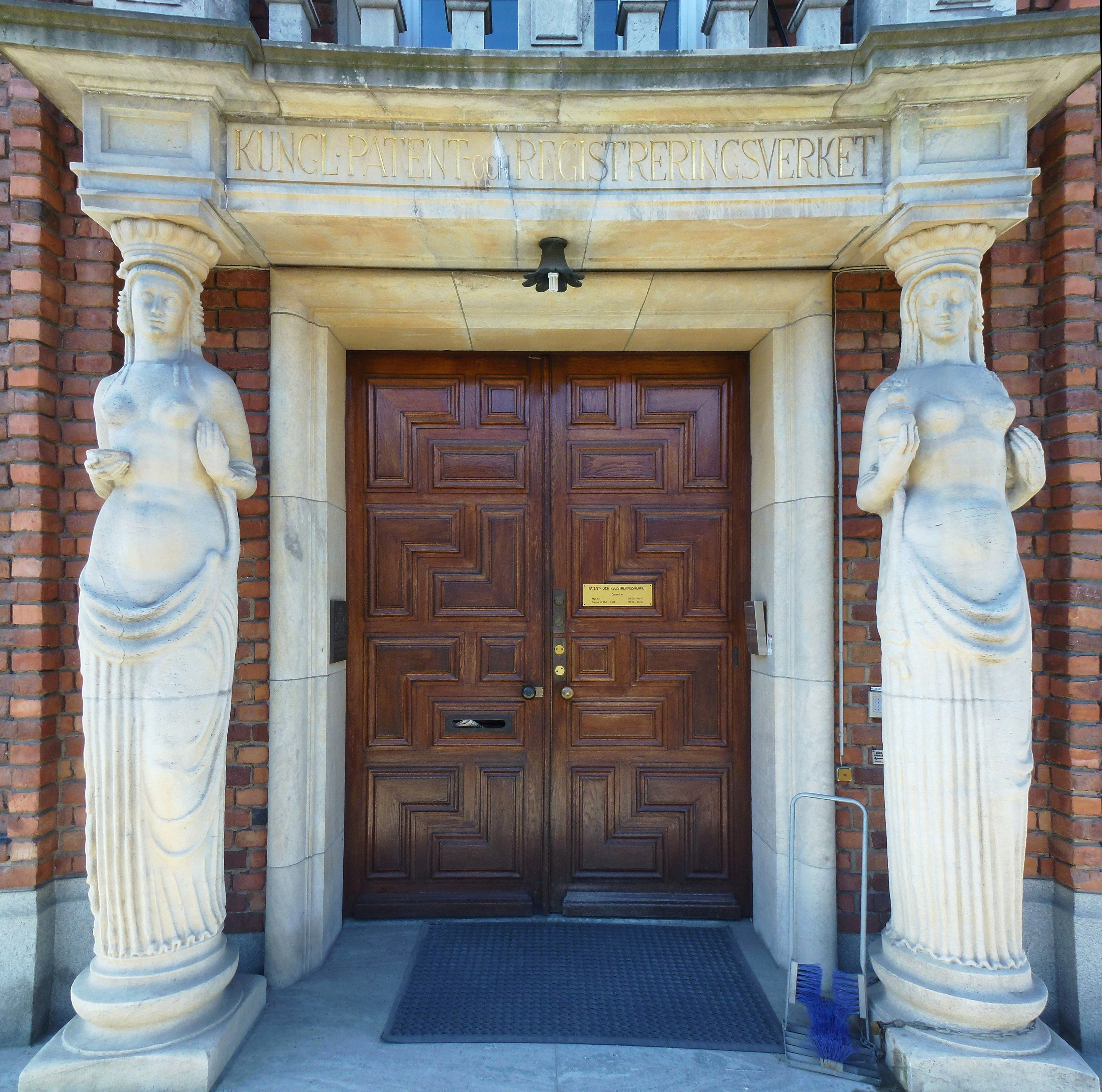
Entrén vid Valhallavägen.

Myndigheten bildades 1885 under namnet Kongl. Patentbyrån och öppnades för allmänheten klockan 11.00 den 2 januari 1885 med adress Lilla Nygatan i Gamla stan. Byråns första chef var byråchefen. Hugo Hamilton och den tekniske föreståndaren var S. A. Andrée. Jönköpings Tändsticksfabriks-aktiebolag inregistrerade sitt patent ”N:o 2,002” exakt på klockslaget för öppnandet.
De första sex åren ingick byrån inom Kommerskollegium innan det blev en självständig myndighet. År 1895 bytte det namn till Kungliga Patent- och registreringsverket (PRV) i samband med att en ny aktiebolagslag antogs.
Tidigare ansvarade PRV för Bolagsregistret. Under 1970-talet flyttade PRV:s bolagsavdelning ut från Stockholmsområdet där det dittills haft sina lokaler till Sundsvall där verksamheten drevs vidare inom ramen för PRV:s organisation. Bolagsavdelningen bröts slutligen ur PRV och bildade Bolagsverket den 1 juli 2004.
Design- och varumärkesavdelningen utlokaliserades 1998 som ett led i det så kallade Söderhamnspaketet i samband med förbandsnedläggningen av F 15 Söderhamn till just Söderhamn. Enheterna för personnamn och periodisk skrift fanns tidigare även de i Söderhamn men dessa frågor hanteras nu av andra myndigheter. 1 juli 2017 flyttades ansvaret för namn och namnbyte från PRV till Skatteverket. Och den 1 januari 2025 tog Mediemyndigheten över ansvaret för periodisk skrift.

## Byggnad i Stockholm

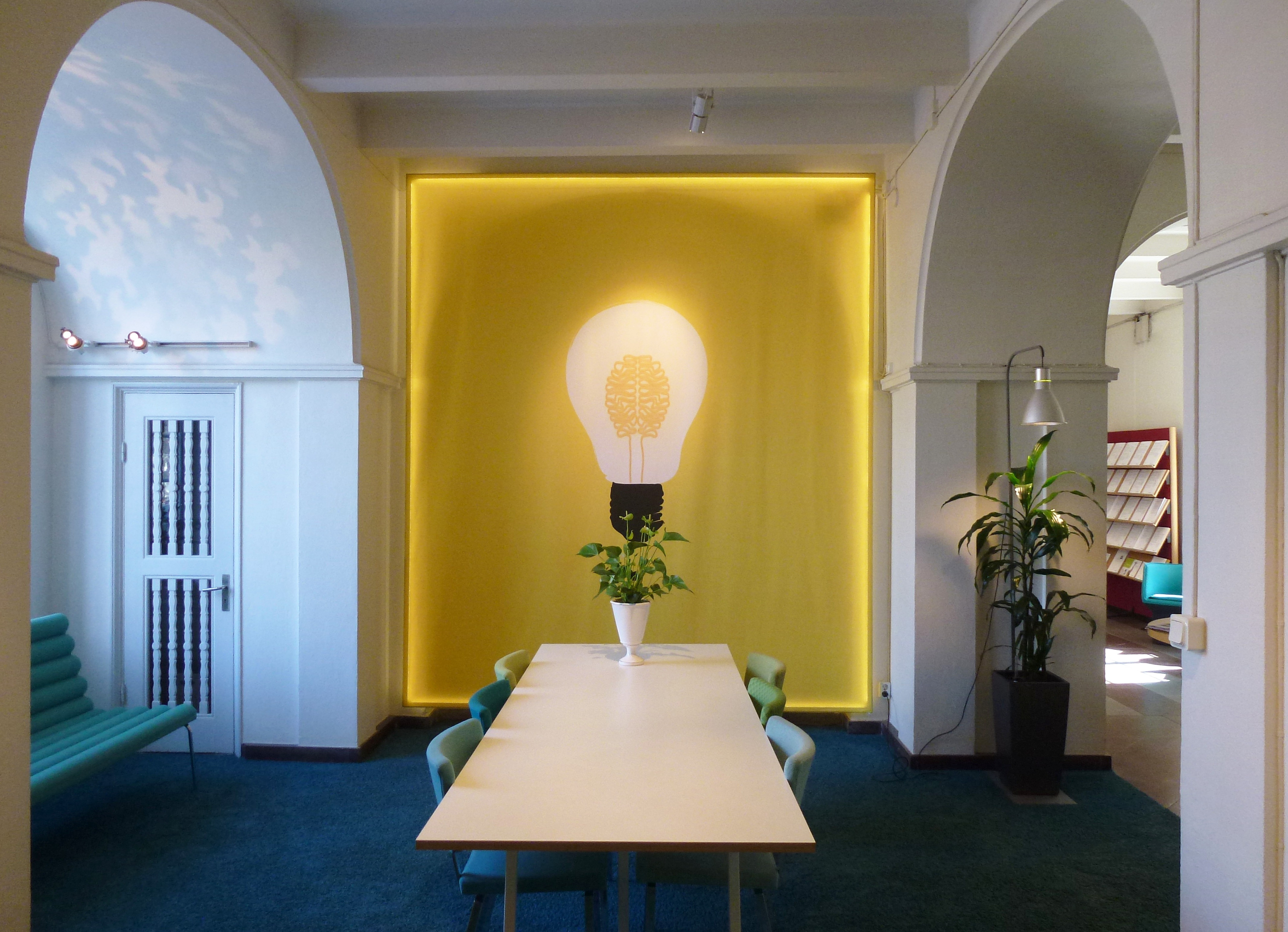
Väntplats i foajén.

Patent- och registreringsverkets lokaler låg ursprungligen vid Birger Jarlsgatan i Stockholm. Efter flytt till olika byggnader kunde PRV på våren 1921 ta sitt nya kontor på Valhallavägen 136 i besittning. Det stora kontorshuset i rött murtegel ritades 1911 till 1921 av Ragnar Östberg. Huset blev tillbyggt i två etapper: 1946–1947 av arkitekterna Ernst Hawerman och Nils G:son Friberg och 1960–1961 av Bengt Romare och Georg Scherman. Huset vid Valhallavägen blev statligt byggnadsminne 1935. 1993 när förvaltningen togs över av bolaget Vasakronan blev det omvandlat till enskilt byggnadsminne. Sedan 1 december 2017 ägs fastigheten av fastighetsbolaget Fastpartner.

## Författningssamling
Patent- och registreringsverkets författningssamling (PRVFS) innehåller föreskrifter från regeringen utgivna av PRV.

## Myndighetschefer

### Byråchef och chef för Patentbyrån
- 1884–1895: Hugo Hamilton (tillförordnad fram till 1891)

### Överdirektörer och chefer för Patent- och registreringsverket
- 1895–1900: Hugo Hamilton (tillförordnad fram till 1898)
- 1900–1904: Henning Biörklund
- 1904–1906: Ernst Günther
- 1906–1908: Carl Henrik Hjalmar Bennich
- 1909–1914: Eugen Björklund

### Generaldirektörer och chefer för Patent- och registreringsverket
- 1914–1929: Eugen Björklund
- 1930–1939: Hakon Hjertén
- 1940–1954: Nils Löwbeer
- 1954–1958: Bernt Vilhelm Lindskog
- 1958–1967: Åke Christenson von Zweigbergk
- 1967–1985: Göran Borggård
- 1985–1991: Sten Niklasson
- 1991–1994: Sten Heckscher
- 1995–2001: Carl-Anders Ifvarsson
- 2001–2007: Gun Hellsvik
- 2007–2008: Lars Björklund (tillförordnad)
- 2008–2017: Susanne Ås Sivborg
- 2017–2018: Gunilla Ström (tillförordnad)
- 2018–2024: Peter Strömbäck
- 2024-: Anna Jardfelt

### Fotnoter
1. ↑  PRV: Historia.
2. ↑  RAÄ:s bebyggelseregister: Stockholm kn, UPPFINNAREN 1 PATENTVERKET, lagskydd.